# フランセスク・ダシス・ギシェラス・イ・ビニャス
フランセスク・ダシス・ギシェラス・イ・ビニャス（カタルーニャ語: Francesc d'Assís Guixeras i Viñas、1841年 - 1888年7月9日）は、カタルーニャの実業家、政治家。バダロナ市長を2度務めた。

## 生涯
第三次カルリスタ戦争の間、自由主義的な織物商であったギシェラスは街の鎮静化に重要な役割を果たした。また、当時バダロナで大きな力を持っていた労働者協会「ラ・ビエネコーラ」の保護者であった。
スペインが王政復古を果たした1875年には既にバダロナ副市長の職にあり、1881年に市長に就任した後は特にバイクス・ア・マール地域において、プラサ・デ・ラ・ヴィラ、カレル・デン・プリム、旧墓地の拡張といった行政および都市計画上の改革を行った。
1884年に市長を一度辞職するとき、後任の市長としてエバリスト・アルニュス・デ・フェレールを満場一致の投票で選出するよう求めた。
1888年7月9日の午後、喉疾患の合併症によって死去した。遺体は旧墓地の家族の墓に埋葬された。ギシェラスは誠実さと正直さで高い評価を受けていたため、その死は街で大きく騒がれることとなった。サン・ジョゼ教会で行われた彼の葬儀は参列者で非常に混雑しており、市長経験者として大きな敬意を払って行われた。ただし、当時の市長がギシェラスの叔父のフランセスク・ビニャス・イ・レノムであったことに留意しておく必要がある。死後の1889年1月23日、ギシェラスの肖像画がジョアン・ブタによってバダロナ市庁舎の本会議場に設置され、その後何年もの間掛けられていた。